# The Protectors
The Protectors és una sèrie de televisió britànica, un thriller d'acció creat per Gerry Anderson. Va ser la segona sèrie de televisió d'Anderson en utilitzar exclusivament actors en directe en comptes de marionetes (després d' UFO), i la seva segona fixada en temps contemporanis (després de The Secret Service). També va ser l'única sèrie de televisió produïda per Gerry Anderson que no pertanyia al gènere de fantasia ni a la ciència-ficció. Va ser produït per la productora ITC Entertainment de Lew Grade. Malgrat no presentar marionetes ni elements reals de ciència-ficció, The Protectors es va convertir en una de les produccions més populars d'Anderson, i va obtenir fàcilment una renovació per una segona temporada. Es va planificar una tercera però el principal patrocinador del programa, Brut, va acabar el seu finançament i va obligar a la cancel·lació de la sèrie.
The Protectors es va emetre per primera vegada el 1972 i el 1973, uns 52 episodis en dues temporades, cadascun de 25 minuts de durada, cosa que la va fer una de les últimes sèries d'aquest tipus que es va produir en un format de mitja hora. Era protagonitzada per Robert Vaughn (famós per The Man from U.N.C.L.E.) com a Harry Rule, Nyree Dawn Porter (protagonista de The Forsyte Saga) com la Contessa Caroline di Contini, i Tony Anholt (que protagonitzaria Space: 1999 i Howards' Way) com a Paul Buchet. Els episodis sovint presentaven prominents actors convidats.

## Argument
Tres detectius privats/solucionadors de problemes internacionals, inexplicablement rics, s'encarreguen d'assegurar la protecció d'innocents. Pertanyen a una organització anomenada The Protectors, amb seu a Londres. Harry Rule dirigeix el grup. La Contessa viu a Itàlia (quan no treballa amb Harry). Dirigeix la seva pròpia agència de detectius, especialitzada en exposar fraus d'art i recuperar art robat. Paul Buchet treballa a París i és investigador i especialista en gadgets del grup. Les aventures van des d'un simple segrest fins a casos amb implicacions d'intriga internacional. Aquests personatges són molt rics i condueixen cotxes exòtics de l'època, com el Citroën SM i el Jensen Interceptor.

## Producció
Segons el coproductor Gerry Anderson, el format de la sèrie es va perfilar en una breu nota que li va donar el propi Lew Grade, i a continuació, se li va donar mà lliure per desenvolupar-la, tot i que Grade va imposar al final dos dels principals actors. El format de la sèrie permetia episodis puntuals en què no apareguessin tots els actors principals, inclosos dos en què el personatge de Vaughn estava absent.
Igual que The Persuaders!, una sèrie similar produïda també per ITC que fou emesa al mateix temps, The Protectors va ser rodada en nombroses ubicacions "exòtiques" d'arreu d'Europa, com Salzburg, Roma, Malta i Paris,donant a la sèrie un sentiment de "jet set" dels seixanta (també va ser la primera producció d'Anderson a tenir luxe). Per tal de compensar el cost de la filmació per la localització, i potser també perquè l'equip era més portàtil, la sèrie es va rodar en pel·lícules de 16 mm més que en les habituals de 35mm.
Els episodis tenien com a objectiu l'acció trepidant en un context internacional, incorporant elements tant de programes de detectius privats com d'espionatge, però en un format de mitja hora. La falta de temps de pantalla, en comparació amb els 50 minuts usat per programes com The Persuaders! o Department S, va resultar en trames força simplistes, amb motivació i caracterització sacrificades per l'acció, a causa que els escriptors s'havien d'incorporar el màxim possible en un interval de temps de 25 minuts i produir una televisió agitadora. D'aquesta manera, la sèrie patia la majoria dels mateixos inconvenients que The Adventurer, un altre sèrie de mitja hora de la ITC que es va emetre al mateix temps.
El tema de la sèrie, "Avenues and Alleyways", era un èxit menor de Tony Christie (i va ser reactivat amb èxit per Christie als anys 2000, gràcies en part al seu ús en la banda sonora de la pel·lícula Love, Honour and Obey). Aquesta va ser la primera sèrie d'Anderson que no va presentar música composta per Barry Gray.
Courtfield Mews, Londres SW5 es va utilitzar com a lloc de rodatge per a la seu de The Protectors.
A Alemanya, la sèrie era coneguda com a Kein Pardon für Schutzengel ("Sense pietat pels àngels guardians") i a França com a Poigne de fer et séduction. Això posa en evidència un altre engany que va defallir l'espectacle: el seu títol en anglès, The Protectors, implicaria que Robert Vaughn treballava de guardaespatlles, en una versió més seriosa de la sèrie d'ITV dels anys 80 Minder, però molt pocs dels episodis protagonitzats per l'equip de Vaughn fa el paper de guardaespatlles: per tant el títol tenia poc sentit, i era realment enganyós per als espectadors casuals. (Un cas similar es refereix al títol de la sèrie de televisió The Avengers; més enllà d'un arc de contes al començament de la sèrie el 1961, els personatges principals eren principalment investigadors i rarament realment "van venjar" ningú.)
Com va ser el cas de la majoria de les sèries d'Anderson, als Estats Units la sèrie no es va emetre per cadena de televisió, sinó que es va emetre per redifusió. Això va fer més difícil que l'espectacle pogués impactar a Amèrica, malgrat la seva popular estrella estatunidenca, i això va perjudicar les vendes a l'estranger.

### Relacions entre els actors
Segons l'autobiografia de Robert Vaughn, hi va haver molts problemes entre l'actor, el financer de la sèrie, Lew Grade, i el seu coproductor, Gerry Anderson. John Hough (que va dirigir diversos episodis i la seqüència del títol inicial de la sèrie) va tenir molts més problemes amb el soci de negocis de Vaughn, Sherwood Price, que amb el mateix Vaughn. Vaughn va afirmar que sentia que la sèrie era "brossa sense gust" i que tampoc no podia entendre els guions abans o durant el rodatge.
Vaughn va tenir l'oportunitat de dirigir ell mateix un episodi, el número 23 per ordre de producció, "It Could Be Practically Anywhere on the Island". Tot i que Vaughn va mantenir una millor relació amb Grade, el magnat va titllar "It Could Be Practically..." el pitjor episodi de qualsevol sèrie que mai havia vist. Al mateix Vaughn no li va agradar. Per comprendre la desconcertada opinió de Vaughn del guió, cal adonar-se que se li va demanar que dirigís una història dedicada a la recerca d'una gran illa per un microfilm robat devorat per un gos i "dipositat" per aquest gos (és a dir, excretat) en un lloc desconegut que podria estar en qualsevol part de l'illa.
La relació d'Anderson amb Tony Anholt va ser més positiva i uns quants anys després va seleccionar l'actor com a Tony Verdeschi a la segona temporada de Space: 1999.

## Episodis

### Primera temporada (1972-1973)
1. 2000 Ft. to Die[3]
2. Brother Hood amb Vladek Sheybal
3. Disappearing Trick amb Derren Nesbitt
4. Your Witness amb Stephanie Beacham
5. The Quick Brown Fox
6. The Numbers Game amb Margaret Lee
7. Triple Cross amb JJohn Neville
8. A Kind of Wild Justice amb Paul Freeman
9. One and One Makes One amb Michael Gough
10. See No Evil
11. Balance of Terror amb Laurence Naismith
12. King Con amb Ronald Lacey
13. The Big Hit
14. Think Backamb Ian Hendry
15. The First Circle amb Ed Bishop
16. Chase amb Patrick Magee
17. With a Little Help from My Friends amb Jeremy Brett
18. For the Rest of your Natural amb Susan Travers
19. The Bodyguards amb Freddie Jones
20. Talkdown amb Derren Nesbitt
21. A Case for the Right amb Milo O'Shea
22. A Matter of Life and Death
23. It Could Be Practically Anywhere of the Island amb Vernon Dobtcheff
24. Vocal amb Shane Rimmer
25. It Was All Over in Leipzig amb Ron Randell
26. Ceremony for the Dead

### Segona temporada (1973-1974)
1. Bagman
2. The Bridge
3. Fighting Fund
4. Quin
5. Lena
6. Goodbye Georges
7. Implicado
8. The Last Frontier
9. Baubles, Bangles and Beads
10. Petard
11. Burning Bush
12. Border Line
13. WAM - Part 1
14. WAM - Part 2
15. Dragon Chase
16. Zeke's Blues
17. Decoy
18. A Pocketful of Posies
19. Shadbolt
20. Sugar and Spice
21. Blockbuster
22. Wheels
23. The Tiger and the Goat
24. The Insider
25. Trial
26. Route 27